# Mistrzostwa Azji juniorów w lekkoatletyce
Mistrzostwa Azji juniorów w lekkoatletyce – azjatyckie zawody lekkoatletyczne organizowane przez Asian Athletics Association dla zawodników do lat 19. Pierwsza impreza tej rangi odbyła się w roku 1986 jednak rangę mistrzostw zawody otrzymały dopiero w roku 1992. Mistrzostwa rozgrywane są nieregularnie najczęściej w odstępach dwuletnich. 

## Edycje
| Edycja | Miasto              | Kraj                         |
| ------ | ------------------- | ---------------------------- |
| 1986   | Dżakarta            | Indonezja                    |
| 1988   | Singapur            | Singapur                     |
| 1990   | Pekin               | Chiny                        |
| 1992   | Nowe Delhi          | Indie                        |
| 1994   | Dżakarta            | Indonezja                    |
| 1996   | Nowe Delhi          | Indie                        |
| 1997   | Bangkok             | Tajlandia                    |
| 1999   | Singapur            | Singapur                     |
| 2001   | Bandar Seri Begawan | Brunei                       |
| 2002   | Bangkok             | Tajlandia                    |
| 2004   | Ipoh                | Malezja                      |
| 2006   | Makau               | Makau                        |
| 2008   | Dżakarta            | Indonezja                    |
| 2010   | Hanoi               | Wietnam                      |
| 2012   | Kolombo             | Sri Lanka                    |
| 2014   | Tajpej              | Chińskie Tajpej              |
| 2016   | Ho Chi Minh         | Wietnam                      |
| 2018   | Gifu                | Japonia                      |
| 2020   | Bangkok             | Tajlandia                    |
| 2023   | Yecheon             | Korea Południowa             |
| 2024   | Dubaj               | Zjednoczone Emiraty Arabskie |
| 2026   |                     | Hongkong                     |